# NGC 785
NGC 785 (również IC 1766, PGC 7694 lub UGC 1509) – galaktyka soczewkowata znajdująca się w gwiazdozbiorze Trójkąta. Odkrył ją Édouard Jean-Marie Stephan 25 października 1876 roku.